# Tillmann Damrau
Tillmann Damrau (* 1961 in Freudenstadt) ist ein deutscher Maler. Seit 2016 ist er Professor für Malerei an der Technischen Universität Dortmund.

## Leben
Von 1983 bis 1989 studierte Tillmann Damrau Malerei und Grafik an der Akademie der Bildenden Künste in München. Er war Meisterschüler von Robin Page. Im Jahr 1987 erhielt Damrau ein Stipendium der Jubiläums-Stipendien-Stiftung der Akademie der Bildenden Künste München. Im darauffolgenden Jahr wurde der junge Künstler durch die Mathias-Pschorr-Hackerbräu-Stiftung gefördert. Von 1994 bis 1996 bekam Damrau ein Atelierstipendium der Akademie der Bildenden Künste Stuttgart. Seit 2000 ist er Mitglied im Künstlerbund Baden-Württemberg. 2005 wurde er mit dem Kunstpreis der Stadt Limburg ausgezeichnet.
Ab dem Jahr 2000 übernahm Damrau Lehraufträge, Workshops und Vorträge an der Philipps-Universität Marburg, der Hochschule Reutlingen, der Hochschule für angewandte Wissenschaften Augsburg, der Landesakademie Schloss Rotenfels, der Technischen Universität Dortmund und der Technical University of Kenya in Nairobi. In den Jahren 2007 bis 2008 und 2014 bis 2015 wurde Damrau eine Vertretungsprofessur am Institut für Bildende Kunst im Fachbereich Germanistik und Kunstwissenschaften der Philipps-Universität Marburg übertragen. Darüber hinaus war Damrau von 2013 bis 2016 am Forschungsprojekt e-transform der Hochschule Augsburg und der Brandenburgischen Technischen Universität Cottbus beteiligt.
Zum Wintersemester 2016 wurde Tillmann Damrau auf eine Professur für Malerei am Institut für Kunst und Materielle Kultur der Technischen Universität Dortmund berufen.

## Ausstellungen (Auswahl)
- 2017: Raumwunder Stuttgart
- 2016: Fremdkörper, Schacher – Raum für Kunst, Stuttgart mit Tesfaye Urgessa und Wolfgang Neumann
- 2016: Kleines Welttheater, Städtische Galerie Fähre, Altes Kloster, Bad Saulgau
- 2015: FOAM – Fabulous Objects Astoundingly Merging Krefelder Kunstverein, Buschhüterhaus, Krefeld
- 2015: OOPS – Object Oriented Picture Show Galerie im Venet-Haus, Neu-Ulm mit Carolina Kreusch
- 2015: Neues, Anderes & der Himmel hält Kunstmuseum Marburg, Marburg a. d. Lahn
- 2014: We Can Make It Galerie Albstadt, Städtische Kunstsammlungen, Albstadt
- 2014: Of Various Incidents Of Coincidence.Ränder, Räume & Gestalten, Stadtmuseum Beckum, Beckum
- 2014: Of Various Incidents Of Coincidence. Ränder, Räume & Gestalten, Kunstverein Eislingen, Eislingen
- 2014: Lines, Lumps, Lovers & 1 Wille ohne Schatten, Galerie Wagner + Marks, Frankfurt am Main
- 2014: Chapter 1, Artist’s Room Bode Project Space @ Daegu, Bode Galerie & Edition, Daegu, Südkorea
- 2013: Muscles Of Beauty Galerie Anja Rumig Stuttgart
- 2013: Artshow Busan, Busan, Süd-Korea, Bode Galerie & Edition
- 2012: Edition #2 DAMRAU Lesung, Saison-Finissage, Kunstverein Würzburg, Würzburg (Lesung: Edith Abels)
- 2012: Die Wahrscheinlichkeit des Unwahrscheinlichen Kultur- und Museumszentrum Schloss Glatt, Sulz
- 2012: Based on A.D. Bode Galerie & Edition, Nürnberg
- 2012: Depotwechsel Kunstmuseum Marburg, Marburg a. d. Lahn
- 2012: gestern – heute – morgen Künstlerbund Baden-Württemberg, Kunstgebäude, Stuttgart
- 2012: zeichnen ohne grenzen 5. Biennale der Zeichnung, Kunstverein Eislingen, Eislingen
- 2012: Aurora Consurgens Kunstverein Würzbürg, Würzburg
- 2011: Urbanes Leben Württembergischer Kunstverein, Stuttgart
- 2011: Bilder und Skulpturen Kunstforum, Weil der Stadt mit Peter Hermann
- 2010: Ten Artists Bode Galerie & Edition, Nürnberg
- 2010: Crossings E-Werk, Freiburg
- 2009: Skulptur und Malerei Bode Galerie & Edition, Nürnberg mit Peter Herrmann
- 2009: Inventur – Radierung in Deutschland Picasso-Museum Münster
- 2008: Hochdruckzone xylon - Museum + Werkstätten, Schwetzingen
- 2008: Inventur – zeitgenössische Radierung in Deutschland Kunstverein Reutlingen
- 2007: 15 Marburger Kunstverein, Marburg/Lahn
- 2006: reVISION Kunstsammlungen Limburg, Limburg/Lahn
- 2005: Im Raum sein Städtische Galerie im Kornhaus Kirchheim/Teck mit G. Brodbeck
- 2004: Grund zu bleiben Neues Kloster, Bad Schussenried
- 2003: Galerie Albstadt, Städtische Kunstsammlungen, Albstadt
- 2002: Akte Kunstgut Döbele, Effeldorf
- 2001: Eine Bilanz 14. Nationale der Zeichnung, Augsburg
- 2000: Farbe als Formprinzip KSK Esslingen-Nürtingen, Esslingen
- 1999: Malerei aus Baden-Württemberg Kunstmuseum Singen, Singen
- 1998: Baden-Württembergische Begegnungen, Alpirsbacher Galerie, Alpirsbach
- 1997: In Wirklichkeit Künstlerhaus-Galerie, Karlsruhe
- 1997: Kleine Formate Städtisches Kunstmuseum Spendhaus, Reutlingen
- 1996: Why Didn’t …  Club Galerie, Leerer Beutel, Regensburg
- 1995: 6 aus Albstadt Bürgerhaus Burgfelden, Albstadt
- 1994: Andere Inhalte – Kritische Malerei KSK Esslingen-Nürtingen, Esslingen
- 1991: Münchner Künstler Galerie im Rathaus, München
- 1989: Malerei, Graphik Galerie Kunstitut, Stuttgart
- 1988: thé dansant Forum Neue Kunst, München
- 1986: Allstars Künstlerwerkstatt in der Lothringerstraße, München